# Агустин-Кодасси
Агустин-Кодасси (исп. Agustín Codazzi) — город и муниципалитет на северо-востоке Колумбии, на территории департамента Сесар.

## История
Агустин-Кодасси был выделен в отдельный муниципалитет согласно постановлению правительства департамента Магдалена от 25 февраля 1958 года. Город получил своё название по имени итальянского географа, исследователя Колумбии и Венесуэлы Агостино Кодацци.

## Географическое положение

Муниципалитет Агустин-Кодасси

Город расположен в северо-восточной части департамента, западнее горного хребта Сьерра-де-Периха, на расстоянии приблизительно 43 километров к югу от Вальедупара, административного центра департамента. Абсолютная высота — 209 метров над уровнем моря.

Муниципалитет Агустин-Кодасси граничит на севере с муниципалитетом Ла-Пас, на юге — с муниципалитетом Бесерриль, на западе — с муниципалитетом Эль-Пасо. На востоке административная граница муниципалитета совпадает с участком государственной границы с Венесуэлой.
Площадь муниципалитета составляет 1739 км².

## Население
По данным Национального административного департамента статистики Колумбии, совокупная численность населения города и муниципалитета в 2012 году составляла 51 909 человек.
Динамика численности населения муниципалитета по годам:
| 2005   | 2006   | 2007   | 2008   | 2009   | 2010   | 2011   | 2012   |
| ------ | ------ | ------ | ------ | ------ | ------ | ------ | ------ |
| 53 969 | 53 650 | 53 402 | 53 131 | 52 844 | 52 542 | 52 235 | 51 909 |

Согласно данным переписи 2005 года мужчины составляли 50,9 % от населения города, женщины — соответственно 49,1 %. В расовом отношении белые и метисы составляли 82,7 % от населения города; негры, мулаты и райсальцы — 10,8 %; индейцы — 6,5 %.
Уровень грамотности среди всего населения составлял 79,7 %.

## Экономика
Основу экономики Агустин-Кодасси составляет сельскохозяйственное производство, а также добыча каменного угля. На территории муниципалитета расположено первое в Колумбии предприятие по производству биодизеля.

61,1 % от общего числа городских и муниципальных предприятий составляют предприятия торговой сферы, 32,8 % — предприятия сферы обслуживания, 4,9 % — промышленные предприятия, 1,2 % — предприятия иных отраслей экономики.